# Route départementale 10 (Seine-et-Marne)
Pour les articles homonymes, voir Route départementale 10 et D10.
La route départementale 10 (ou RD10 ou D10) est une route départementale de Seine-et-Marne qui relie Lagny-sur-Marne à Soignolles-en-Brie.
Plutôt orienté sur un axe nord-sud, cette route locale en longe de nombreuses autres sur sa section centrale tels que la Francilienne et la D471 à l'ouest ou encore la RN36 à l'est.
Dans la traversée de Tournan-en-Brie, aucune continuité ne semble exister entre les deux sections interrompues situées de part-et-d'autre de la ville. Celle-ci s'effectue alors partiellement à l'aide de la D216E et des rues à sens unique de la ville. 
De plus, la courte section située dans la zone industrielle laisse penser qu'un projet de déviation nord-est semble être envisagé au-delà du giratoire avec la D216.
Cette route possède une annexe, la D10P, formée d'un ensemble d'avenues assurant la desserte du secteur ouest de Marne-la-Vallée et de l’agglomération du Val Maubuée et particulièrement des communes de Torcy, Noisiel et Lognes.